# Liste der Welt- und Europameister im Reining
Die Liste der Welt- und Europameister im Reining umfasst die Weltmeisterschaften im Reining (einer Disziplin des Westernreitens) und die Europameisterschaften im Reining, die von der FEI ausgerichtet wurden.

## Geschichte von Reining und der FEI
Reining wurde im Jahr 2000 in die FEI aufgenommen. 2002 wurden die ersten Weltmeisterschaften im Reining von der FEI ausgerichtet. Im Jahr 2020 fanden aufgrund der COVID-19-Pandemie keine Reining-Events statt. Seit 2022 ist Reining keine FEI-Disziplin mehr, daher werden auch keine FEI Welt- und Europameisterschaften mehr veranstaltet.
Die FEI und die NRHA konnten sich über die Kooperation, insbesondere im Bereich Pferdeschutz und Doping, nicht einigen, da die FEI gezwungen ist sich aufgrund der olympischen Reitsportdisziplinen an die Vorgaben der WADA zu halten. Weniger als 1 % der bei der FEI registrierten Athleten gehörten zur Disziplin Reining, so dass die Disziplin auch mengenmäßig nur eine vergleichsweise geringe Bedeutung hatte.
Der Ausschluss hatte auch Auswirkungen auf das Reining in Deutschland. Reinig war über die FEI und die FN Mitglied im Deutschen Olympiade-Komitee für Reiterei (DOKR). Da die Sportart Reining nun kein Mitglied mehr war, löste das DOKR den Bundeskader auf und der Bundestrainer Nico Hörmann führte seine Tätigkeit in diesem Bereich nicht weiter. Die FN bedauerte dies und verwies insbesondere auf die Erfolge im Jugendbereich und die Bronzemedaille, welche die deutsche Equipe bei den Weltmeisterschaften 2018 in den USA errang. Nico Hörmann blieb aber weiterhin beim DOKR als Koordinator für Distanzreiten und Para-Equestrian (Para Dressage und Para Driving).

## Weltmeisterschaften im Reining
Die Weltmeisterschaften im Reining wurden von 2002 bis 2018 alle vier Jahre im Rahmen der Weltreiterspiele ausgerichtet.
| Jahr | Ort                  | 1. Platz Einzel                     | 2. Platz Einzel                    | 3. Platz Einzel                   | 1. Platz Equipe                                                  | 2. Platz Equipe                                                     | 3. Platz Equipe                                                            |
| ---- | -------------------- | ----------------------------------- | ---------------------------------- | --------------------------------- | ---------------------------------------------------------------- | ------------------------------------------------------------------- | -------------------------------------------------------------------------- |
| 2002 | Jerez de la Frontera | Shawn Flarida San Jo Freckless      | Tom McCutcheon Conquistador Whiz   | Shawna Sapergia Pretty Much Eagle | Shawn Flarida, Tom McCutcheon, Craig Schmersal, Scott McCutcheon | François Gauthier, Jason Grimshaw, Shawna Sapergia, Patrice St-Onge | Dario Carmignani, Adriano Meacci, Nic Cordioli, Marco Manzi                |
| 2006 | Aachen               | Duane Latimer Hang Ten Surprize     | Tim McQuay Mister Nicadual         | Aaron Ralston Smart Paul Olena    | Aaron Ralston, Tim McQuay, Dell Hendricks, Matt Mills            | Duane Latimer, François Gauthier, Luc Gagnon, Lance Griffin         | Christian Perez, Dario Carmignani, Adriano Meacci, Marco Ricotta           |
| 2010 | Lexington            | Tom McCutcheon Gunners Special Nite | Craig Schmersal Mister Montana Nic | Duane Latimer Dun Playin Tag      | Tim McQuay, Craig Schmersal, Tom McCutcheon, Shawn Flarida       | Jan Boogaerts, Ann Poels, Cira Baeck, Bernard Fonck                 | Marco Ricotta, Stefano Massignan, Dario Carmignani, Nicola Brunelli        |
| 2014 | Normandie            | Shawn Flarida Spooks Gotta Whiz     | Andrea Fappani Custom Cash Advance | Mandy McCutcheon Yellow Jersey    | Shawn Flarida, Mandy McCutcheon, Andrea Fappani, Jordan Larson   | Ann Poels, Cira Baeck, Bernard Fonck, Piet Mestdagh                 | Martin Mühlstätter, Rudi Kronsteiner, Tina Künstner-Mantl, Markus Morawitz |
| 2018 | Tyron                | Bernard Fonck What a Wave           | Daniel L. Huss Ms Dreamy           | Cade McCutcheon Custom Made Gun   | Casey Deary, Cade McCutcheon, Daniel L. Huss, Jordan Larson      | Dries Verschueren, Ann Poels, Cira Baeck, Bernard Fonck             | Grischa Ludwig, Markus Süchting, Robin Schoeller, Julia Schumacher         |

## Europameisterschaften im Reining
Die Europameisterschaften im Reining wurden von der der FEI von 2005 bis 2019 alle zwei Jahre ausgetragen.
| Jahr | Ort     | 1. Platz Einzel                            | 2. Platz Einzel                       | 3. Platz Einzel                     | 1. Platz Equipe                                                                     | 2. Platz Equipe                                                    | 3. Platz Equipe                                                             |
| ---- | ------- | ------------------------------------------ | ------------------------------------- | ----------------------------------- | ----------------------------------------------------------------------------------- | ------------------------------------------------------------------ | --------------------------------------------------------------------------- |
| 2019 | Givrins | Grischa Ludwig Coeurs Little Tyke          | Adrienne Speidel Arc Walla Smart      | Lorenzo De Simone The Cocked Gun    | Gina-Maria Bethke, Grischa Ludwig, Markus Süchting, Elias Ernst                     | Luca Dossette, Lorenzo De Simone, Davide Brighenti, Enrico Sciulli | Adrienne Speidel, Sabine Schmid, Annika Riggenbach, Daniel Schmutz          |
| 2017 | Givrins | Bernard Fonck Smart N Sparkling            | Dominik Reminder Dun It With A Splash | Julia Schumacher Coeurs Little Tyke | Bernard Fonck, Ann Poels, Cira Baeck, Bo Brutsaert                                  | Elias Ernst, Julia Schumacher, Dominik Reminder, Alexander Riper   | Gennaro Lendi, Kelly Zweifel, Guglielmo Fontana, Pierluigi Chioldo          |
| 2015 | Aachen  | Giovanni Masi de Vargas Dance Little Spook | Grischa Ludwig Shine my Gun           | Elias Ernst Uss N Dun It            | Pierluigi Fabbri, Francesco Martinotti, Giovanni Masi de Vargas, Edoardo Bernadelli | Volker Schmitt, Stephan Rohde, Elias Ernst, Grischa Ludwig         | Anky van Grunsven, Olivier van den Berg, Jurgen Pouls, Rieky Young-Van Osch |

Weitere Austragungen der FEI-Europameisterschaften waren:
- 2013 in Augsburg, Deutschland (28. August – 1. September 2013),
- 2011 in der Wiener Neustadt, Österreich (25.–29. Juli 2011),
- 2009 in Kreuth, Deutschland (9.–10. Oktober 2009),
- 2007 in Mooslargue, Frankreich (16.–19. August 2007),
- 2005 in Manerbio, Italien (6.–8. Mai 2005)